# Maria Orsini Natale
Maria Orsini Natale (Torre Annunziata, 19 marzo 1928 – Torre Annunziata, 11 novembre 2010) è stata una scrittrice, poetessa e giornalista italiana.

## Biografia
Giornalista, poetessa e scrittrice, il suo nome è legato al grande successo del suo romanzo di esordio Francesca e Nunziata, dal quale è stato tratto il film omonimo diretto da Lina Wertmüller. Visse a Torre Annunziata, alle falde del Vesuvio, ed esordì all'età di sessantasette anni con il suddetto romanzo rivelazione che ebbe nove edizioni curate dall'editore Avagliano e che racconta la saga di una famiglia di pastai amalfitani. Il romanzo fruttò alla Orsini il posto da semifinalista al Premio Strega. Vinse, nel 1995 il Premio Oplonti e il Premio Domenico Rea, e nel 1996 il Chianti Ruffino. Per Avagliano ha pubblicato anche "Il terrazzo della villa rosa" nel 1998, la raccolta di poesie "Canto a tre voci", del 1999, i racconti "La bambina dietro la porta" del 2000 e "Cieli di Carta" del 2002.

## Opere
- Francesca e Nunziata, Anabasi, 1995 ISBN 8841710322 Avagliano, 1998 ISBN 888608157X ISBN 9788883093401
- C'era una notte. Un memorabile Natale, Dante & Descartes, 1998
- La Casa Rossa, Dante & Descartes, 1998, edizione fuori commercio.
- Il terrazzo della villa rosa, Avagliano, 1998 ISBN 888608174X
- Canto a tre voci  (con Gioconda Marinelli e Anna Maria Liberatore), presentazione di Dacia Maraini, Avagliano, 1999 ISBN 8883090020
- La bambina dietro la porta, Avagliano, 2000 ISBN 8883090241
- Uva e vino, Dante & Descartes, 2000
- Cieli di carta, Avagliano 2002 ISBN 8883090799 (vincitore del Premio Cimitile nel 2003)
- Don Alfonso 1890. Una storia che sa di favola, Avagliano, 2003 ISBN 8883091345
- La favola del cavallo (con Sabatino Scia), Avagliano, 2007 ISBN 9788883092268
- Favole a due voci (con Sabatino Scia), Graus, 2007 ISBN 9788883461668
- Il girasole della memoria, intervista di Gioconda Marinelli, Avagliano, 2009 ISBN 9788883092732

## Premi letterari
- Premio leopardiano La Ginestra, premio speciale poesia (2006)
- Premio Oplonti, (1995)
- Premio Domenico Rea
- Premio Chianti Ruffino (1996)
- Premio Lo Strillone d'Oro alla carriera - un premio alla società civile